# Websteria confervoides
Websteria es un género monotípico de plantas herbáceas perteneciente a la familia de las ciperáceas. Su única especie, Websteria confervoides (Poir.) S.S.Hooper, es originaria de América tropical y de los trópicos del Viejo Mundo.

## Descripción
Son plantas acuáticas, perennes, inmersas, delgadas, de varios metros de largo, culmos teretes, laxos, de 0.5 mm de grueso, entrenudos inferiores alargados, los superiores más cortos y proliferando repetidamente en los verticilos, últimas ramitas capilares; plantas hermafroditas. Vaina de la hojas sin lámina, suave. Algunos brotes de un verticilo simples, produciendo en el ápice una espiguilla subulado-lanceoliforme, con 2 escamas, ca 1 cm de largo; flósculo solitario, estambres 3 en un lado de la flor, anteras 4 mm de largo, apiculadas; ramas del estilo 2, lineares. Fruto con cuerpo obovoide, de 2 mm de largo, tumescente biconvexo, pálido, continuo con un rostro angostamente cónico-subulado, de 1.5 mm de largo.

## Distribución y hábitat
Es una especie rara, se encuentra sumergida en ríos, en la zona atlántica; a una altitud de 0–100 metros; fl y fr todo el año; en América tropical y en los trópicos del Viejo Mundo. 

## Taxonomía
Websteria confervoides fue descrita por (Poir.) S.S.Hooper y publicado en Kew Bulletin 26(3): 582. 1972.
Sinonimia
- Baeothryon confervoides (Poir.) A.Dietr.
- Dulichium confervoides (Poir.) Alston
- Eleocharis confervoides (Poir.) Steud.
- Eleocharis confervoides (Poir.) Miq.
- Eleocharis confervoides (Poir.) G.C. Tucker
- Eleocharis submersa Miq.
- Rhynchospora ruppioidesBenth.
- Schoenus confervoides (Poir.) Willd. ex Kunth
- Scirpus confervoides Poir.
- Scirpus grisebachii Britton
- Scirpus natans Griseb.
- Scirpus ruppioides Thwaites ex C.Wright
- Scirpus submersus C.Wright
- Websteria limnophila C.Wright
- Websteria submersa (C.Wright) Britton
- Websteria submersa var. luetzelburgii Suess.
- Websteria submersa var. negrensis Suess.[3]